# 山之田站
山之田站（日语：／ Yamanota eki */?）是位於長崎縣佐世保市春日町，松浦鐵道的西九州線車站。

## 車站構造
車站是一座地面車站，設有1面1線的單式月台。此站是無人車站，設有車站大樓，大樓屋頂設有時鐘，大樓內只有候車室。

## 車站周邊
- 國道204號
- 西海學園高等學校（日语：西海学園高等学校）
- 春日郵局
- 北地區公民館
- 春日神社

## 利用狀況
在2018年度，1日平均上落車人次為103人。在2005年度，1日平均上落車人次為139人。

## 歷史
- 1920年（大正9年）10月7日- 佐世保鐵道（日语：佐世保鉄道）左石至上佐世保之間的舊線（在國有化後改軌距工程時廢止）上新設山之田站。
- 1936年（昭和11年）10月1日 - 佐世保鐵道國有化[3]，成為松浦線車站。
- 1943年（昭和18年）8月30日 - 隨著進行改軌距工程，使此站廢止。
- 1990年（平成2年）3月10日 - 松浦鐵道開設山之田站[4]。

## 相鄰車站
松浦鐵道
西九州線
快速
通過
普通
泉福寺－山之田－北佐世保

## 注腳
1. ↑  佐世保市統計書
2. ↑  長崎縣統計年鑑
3. ↑  「鉄道省告示第326.327号」『官報』1936年9月29日（國立國會圖書館數碼化收藏）
4. ↑  鈴木文彥（日语：鈴木文彦）. . 鐵道雜誌（日语：鉄道ジャーナル） (鐵道雜誌社（日语：鉄道ジャーナル社）). 2012-8, 46 (8): 106–111 （日语）.

## 外部連結
- 山之田站時間表 （页面存档备份，存于）（日語） - 松浦鐵道